# ريتشارد وايتهيد يونغ
ريتشارد وايتهيد يونغ (بالإنجليزية: Richard Whitehead Young)‏ هو ضابط ومحامي أمريكي، ولد في 19 أبريل 1858 في سولت ليك في الولايات المتحدة، وتوفي في 27 ديسمبر 1919 بسبب التهاب الزائدة الدودية.